# SN 1972K
SN 1972K – supernowa odkryta 1 września 1972 roku w galaktyce A010900+3213. W momencie odkrycia miała maksymalną jasność 16,00m.